# Scardinius graecus
Scardinius graecus là một loài cá vây tia trong họ Cyprinidae.
Nó chỉ được tìm thấy ở Hy Lạp.
Môi trường sống tự nhiên của chúng là hồ nước ngọt.
Nó bị đe dọa do mất môi trường sống.